# Myripristinae
Poissons-soldats
Sous-famille
La sous-famille des Myripristinae regroupe des poissons communément appelés poissons soldat par les Anglais (soldierfish) et par les Allemands (Soldatenfische) mais parfois indifféremment poissons écureuil ou poissons soldats par les Français.

## Liste des genres
Selon World Register of Marine Species (14 octobre 2014) :
- genre Corniger Agassiz in Spix & Agassiz, 1831
- genre Myripristis Cuvier, 1829
- genre Ostichthys Cuvier (ex Langsdorf) in Cuvier & Valenciennes, 1829
- genre Plectrypops Gill, 1863
- genre Pristilepis Randall, Shimizu & Yamakawa, 1982

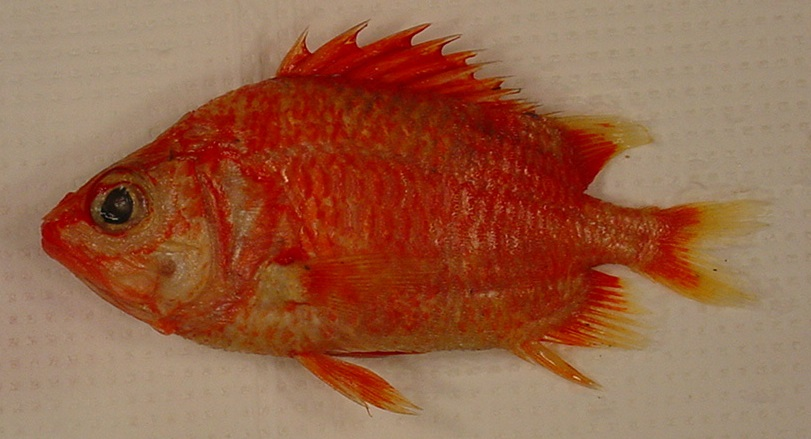
Corniger spinosus
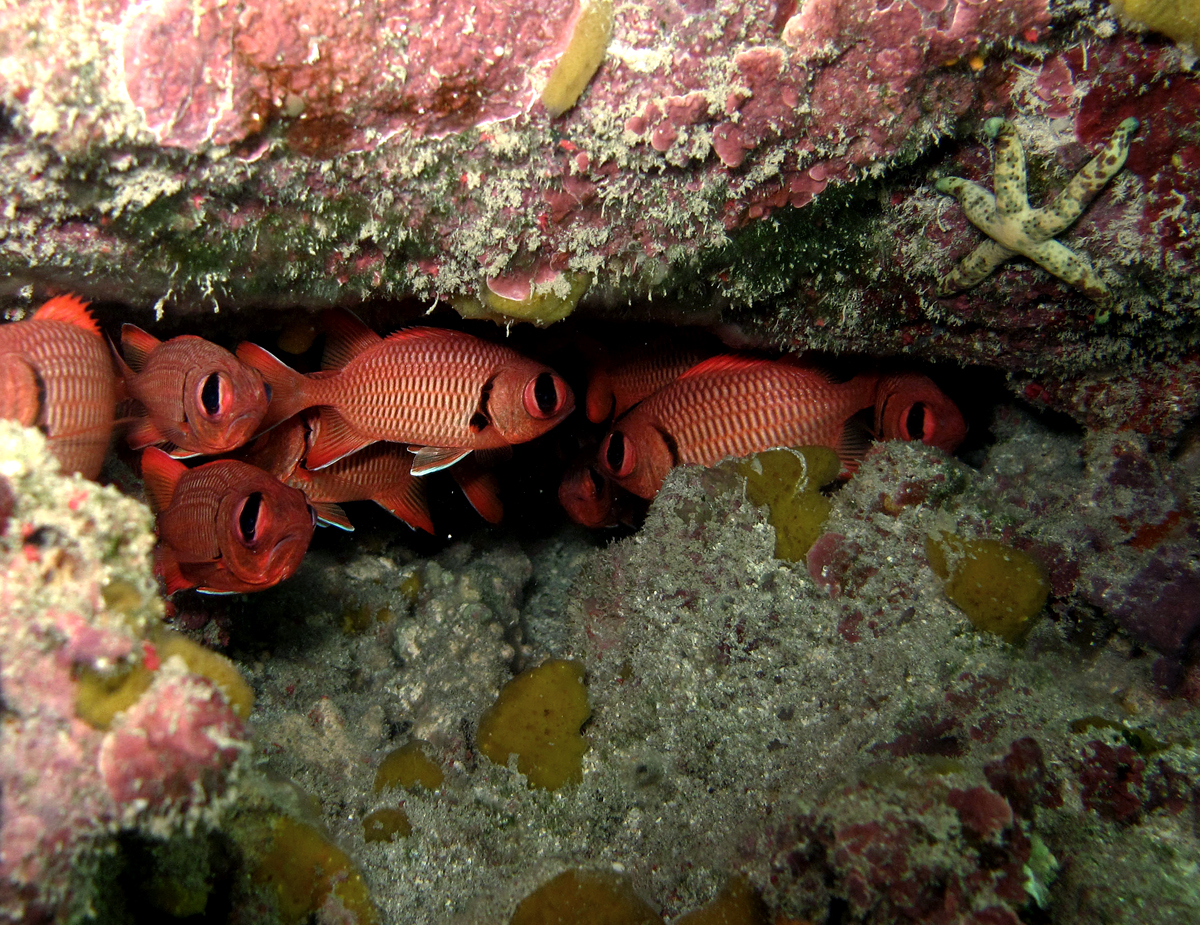
Myripristis murdjan
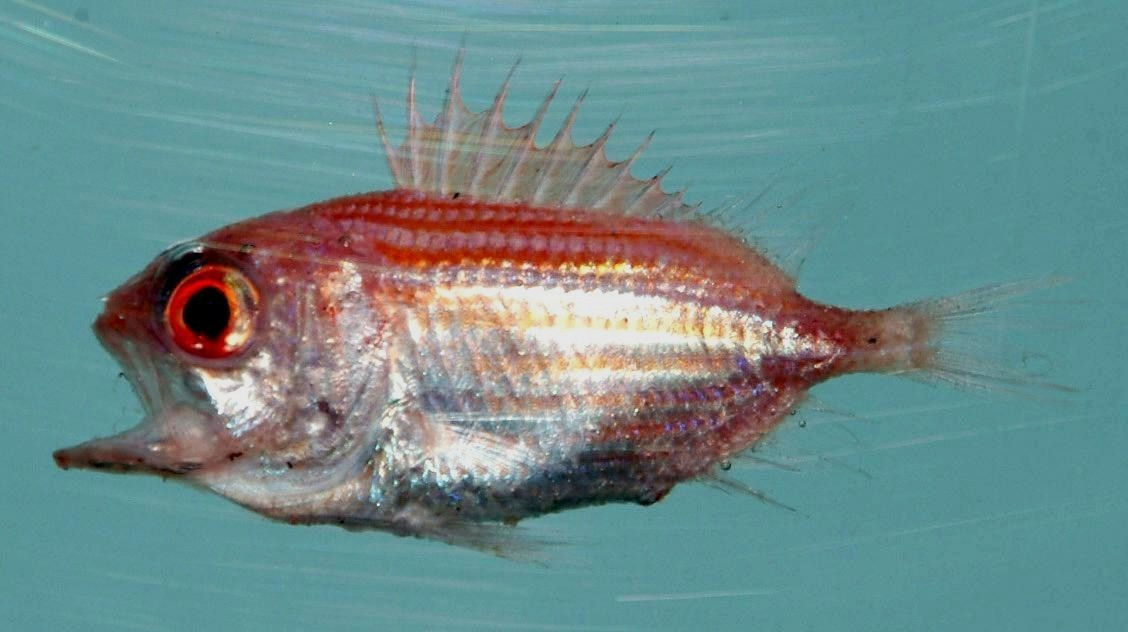
Ostichthys trachypoma